# Antonio Martini
Antonio Martini (Prato, 20 aprile 1720 – Firenze, 31 dicembre 1809) è stato un arcivescovo cattolico, letterato e biblista italiano, arcivescovo metropolita di Firenze, studioso e traduttore della Bibbia.

## Biografia
Studiò nel Collegio Cicognini di Prato e poi all'Università di Pisa dove si laureò nel 1748. Fin da ragazzo manifestò vocazione ecclesiastica. In più apprese con facilità le lingue, la letteratura e la matematica, e aiutò il matematico Jacopo Bettazzi nella riforma del calendario.
Su interessamento dell'abate Antonio Niccolini gli fu proposta la cattedra di diritto canonico nell'Università di Torino ma, sfumata l'occasione, trovandosi accolto bene, fu promosso direttore del Collegio di Superga.
Il cardinale Carlo Vittorio Amedeo Delle Lanze, sapendo che Benedetto XIV desiderava una buona versione della Bibbia in toscano contemporaneo, spinse il Martini a intraprendere il lavoro.

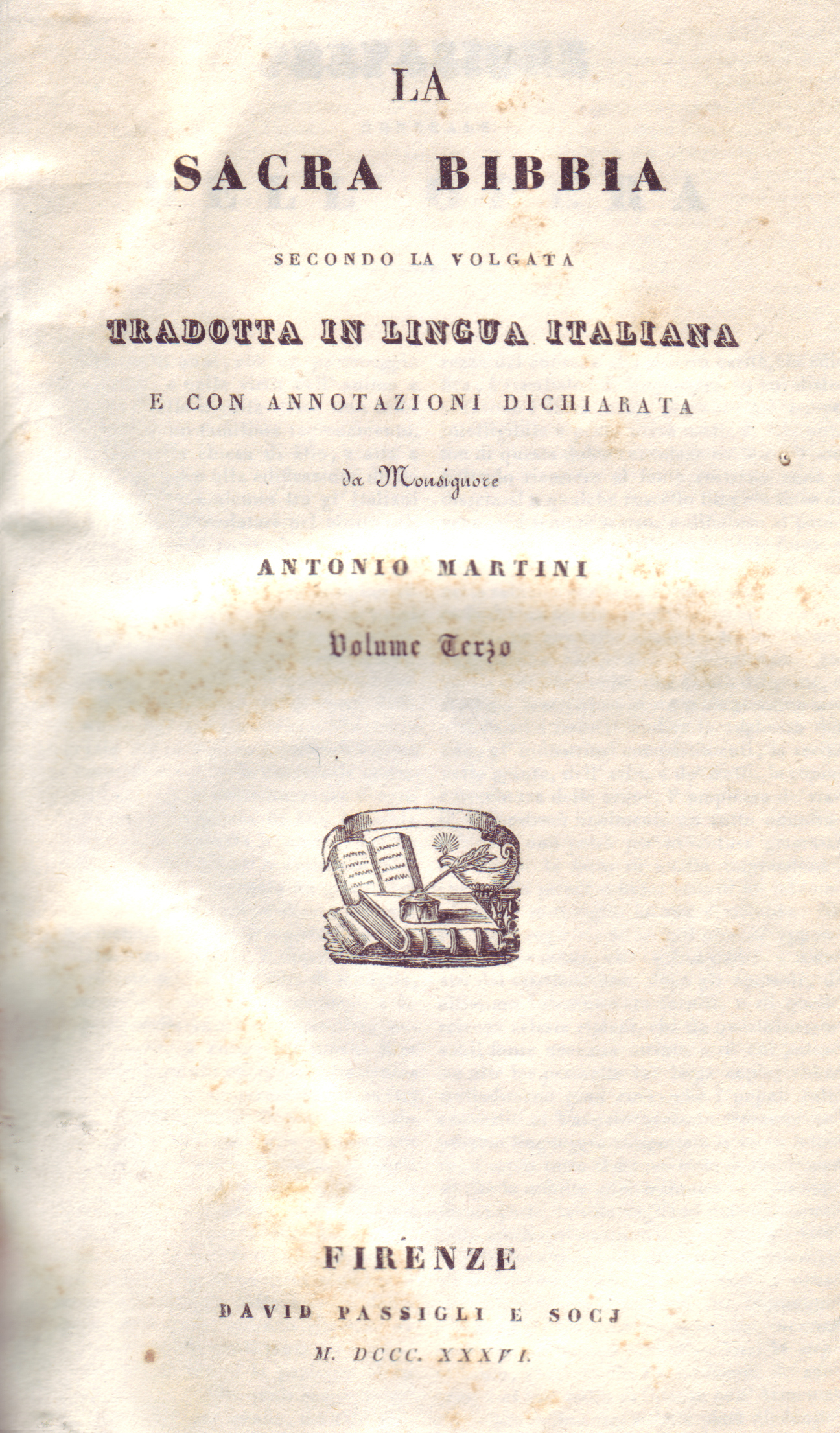
Frontespizio di un'edizione della Bibbia di Antonio Martini (1836)

Nonostante un certo scoraggiamento dovuto alla morte di Benedetto XIV, avvenuta nel 1758, Martini iniziò una nuova traduzione della Bibbia secondo la Vulgata sisto-clementina, ma presto si rese conto che questo lavoro non gli era possibile mentre rimanesse direttore del collegio. Rassegnò quindi le dimissioni dalla direzione di quest'ultimo e accettò dal re Carlo Emanuele III di Savoia una nomina a consigliere di Stato insieme alla commenda dell'abbazia di San Giacomo della Bessa che ricevette il 4 luglio 1765.
Martini poté così completare e pubblicare la traduzione del Nuovo Testamento in 6 volumi (Torino, Stamperia Reale, 1769-1771) e successivamente quella del Vecchio Testamento in 17 volumi (Torino, Stamperia Reale, 1776-1781).
Segnalò in Appendice e nelle Note le varianti del testo greco dei Settanta e di altre venerabili traduzioni e del testo ebraico, per il quale fu assistito da un rabbino fiorentino di nome Levi. Si trattò della prima traduzione in italiano, dai tempi del monaco Nicolò Malermi (1471), fatta e approvata dalla Chiesa cattolica che, in precedenza, ne aveva impedito la produzione nella seconda metà del cinquecento. L'opera fu approvata nella sua interezza da Pio VI e rimase la traduzione in italiano più diffusa nella Chiesa cattolica italiana fino al XX secolo.
Il papa lo volle premiare nominandolo vescovo di Bobbio. Mentre si recava a Roma per l'investitura, il Martini si fermò a Firenze e il granduca Pietro Leopoldo rimase colpito dalla cultura di questo uomo di chiesa toscano e gli propose di venire nominato arcivescovo di Firenze, essendo da poco spirato il precedente arcivescovo Francesco Gaetano Incontri. Il Martini chiese prima il beneplacito del pontefice e del Re di Sardegna, e una volta ottenuti accettò l'incarico. Venne consacrato a Roma il 2 luglio 1781.
Pietro Leopoldo in realtà si trovò poi a scontrarsi con l'arcivescovo, che con fierezza tenne fronte alla sua politica ecclesiastica di stampo giansenistico, opponendosi duramente alle riforme che secolarizzavano gli istituti religiosi, ridimensionavano il potere del clero, eccetera. Nell'aprile del 1787 il Granduca chiamò un'assemblea dei vescovi del Granducato in Palazzo Pitti, e il Martini seppe far valere le proprie posizioni a fronte della politica del Granduca: Pietro Leopoldo avrebbe voluto infatti una rottura con Roma nell'ottica di una maggiore indipendenza delle sue decisioni in materia di clero. Durante i lavori dell'assemblea il Martini ottenne l'appoggio di altri arcivescovi e vescovi toscani, tra cui Roberto Costaguti, vescovo di Sansepolcro, uomo di vasta cultura teologica e biblica e già rettore dell'Università di Malta.
Sostenne il Seminario Maggiore Arcivescovile di Firenze e fondò il seminario di Firenzuola, nell'ottica di un'attenzione particolare verso le zone montane, e compì una minuziosa visita pastorale nelle parrocchie della diocesi.
Durante il suo arcivescovato ebbe luogo l'occupazione francese della Toscana, ed egli, grazie alla sua forza ed alla sua condotta di lineare moralità, seppe intraprendere delle tutto sommato buone relazioni con gli occupanti che lo trattarono con stima.
La sua grande generosità nella carità lo portò alla povertà: a fronte delle nuove tasse imposte dai francesi, egli arrivò ad offrire agli stranieri la croce pettorale e l'anello vescovile, non avendo ormai più denari per pagare.
Morì il 31 dicembre 1809.
Tra i Manoscritti della Biblioteca Roncioniana è conservato il Fondo Antonio Martini, costituito da 10 unità.

## Nell'Indice dei libri proibiti
Pio VII con decreto del 6 settembre 1819 proibì l'edizione del Nuovo Testamento secondo la Volgata tradotto in lingua italiana da monsignor Antonio Martini arcivescovo di Firenze, pubblicata in Livorno, presso Glauco Masi, 1818, e con decreto del 17 gennaio 1820 quella con falso luogo d'Italia, 1817. Tale proibizione fu recepita in Appendice nell'Index librorum prohibitorum, edito nel 1820 con la data del 1819.
Peraltro, già edizioni precedenti a quelle messe all'indice erano formalmente prive dell'imprimatur, che invece compariva nella prima edizione del 1769-71.
Ciononostante, «La Bibbia del Martini nell'Ottocento ebbe più di 40 edizioni integrali; 23 almeno apparvero tra il 1826 e il 1857» e «Fu […] la Bibbia cattolica italiana per antonomasia fino almeno alla prima metà del XX secolo».

## Genealogia episcopale
La genealogia episcopale è:
- Cardinale Scipione Rebiba
- Cardinale Giulio Antonio Santori
- Cardinale Girolamo Bernerio, O.P.
- Arcivescovo Galeazzo Sanvitale
- Cardinale Ludovico Ludovisi
- Cardinale Luigi Caetani
- Cardinale Ulderico Carpegna
- Cardinale Paluzzo Paluzzi Altieri degli Albertoni
- Papa Benedetto XIII
- Papa Benedetto XIV
- Papa Clemente XIII
- Cardinale Enrico Benedetto Stuart
- Cardinale Andrea Corsini
- Arcivescovo Antonio Martini